# Patinação de velocidade nos Jogos Olímpicos de Inverno de 1980

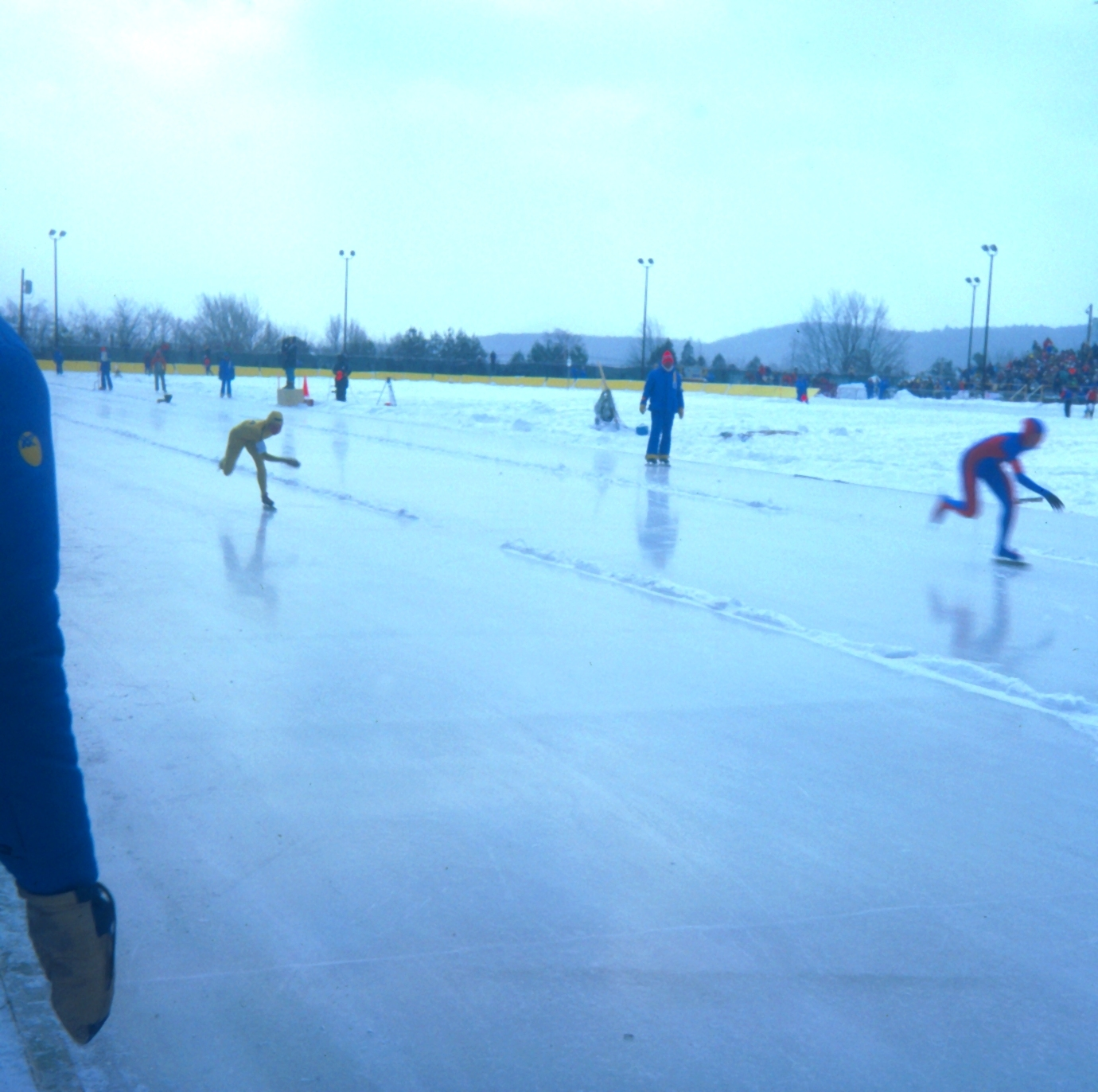
Disputa de patinação de velocidade nos Jogos

A patinação de velocidade(pt-BR) ou patinagem de velocidade(pt-PT?) nos Jogos Olímpicos de Inverno de 1980 consistiu de cinco eventos para homens e quatro para mulheres. As provas foram realizadas em Lake Placid, nos Estados Unidos.
O estadunidense Eric Heiden conquistou todas as cinco medalhas de ouro possíveis, com um recorde mundial e quatro recordes olímpicos, tornando-se o maior detaque da patinação de velocidade em 1980.

## Medalhistas
Masculino
| Evento                | Ouro                           | Prata                               | Bronze                                                         |
| --------------------- | ------------------------------ | ----------------------------------- | -------------------------------------------------------------- |
| 500 metros detalhes   | Eric Heiden USA Estados Unidos | Yevgeny Kulikov URS União Soviética | Lieuwe de Boer NED Países Baixos                               |
| 1000 metros detalhes  | Eric Heiden USA Estados Unidos | Gaétan Boucher CAN Canadá           | Vladimir Lobanov URS União Soviética Frode Rønning NOR Noruega |
| 1500 metros detalhes  | Eric Heiden USA Estados Unidos | Kay Stenshjemmet NOR Noruega        | Terje Andersen NOR Noruega                                     |
| 5000 metros detalhes  | Eric Heiden USA Estados Unidos | Kay Stenshjemmet NOR Noruega        | Tom Erik Oxholm NOR Noruega                                    |
| 10000 metros detalhes | Eric Heiden USA Estados Unidos | Piet Kleine NED Países Baixos       | Tom Erik Oxholm NOR Noruega                                    |

Feminino
| Evento               | Ouro                                   | Prata                                  | Bronze                                 |
| -------------------- | -------------------------------------- | -------------------------------------- | -------------------------------------- |
| 500 metros detalhes  | Karin Enke GDR Alemanha Oriental       | Leah Poulos-Mueller USA Estados Unidos | Natalya Petrusyova URS União Soviética |
| 1000 metros detalhes | Natalya Petrusyova URS União Soviética | Leah Poulos-Mueller USA Estados Unidos | Sylvia Albrecht GDR Alemanha Oriental  |
| 1500 metros detalhes | Annie Borckink NED Países Baixos       | Ria Visser NED Países Baixos           | Sabine Becker GDR Alemanha Oriental    |
| 3000 metros detalhes | Bjørg Eva Jensen NOR Noruega           | Sabine Becker GDR Alemanha Oriental    | Beth Heiden USA Estados Unidos         |

## Quadro de medalhas
| Ordem | País                  | Medalha de ouro | Medalha de prata | Medalha de bronze |    |
| ----- | --------------------- | --------------- | ---------------- | ----------------- | -- |
| 1     | USA Estados Unidos    | 5               | 2                | 1                 | 8  |
| 2     | NOR Noruega           | 1               | 2                | 4                 | 7  |
| 3     | NED Países Baixos     | 1               | 2                | 1                 | 4  |
| 4     | GDR Alemanha Oriental | 1               | 1                | 2                 | 4  |
| 4     | URS União Soviética   | 1               | 1                | 2                 | 4  |
| 6     | CAN Canadá            |                 | 1                |                   | 1  |
| TOTAL | TOTAL                 | 9               | 9                | 10                | 28 |